# Altenmarkt bei Fürstenfeld
Altenmarkt bei Fürstenfeld es un municipio del distrito de Fürstenfeld, en el estado de Estiria (Austria).